# Дигурова, Мария Хазбиевна
Мария Хазбиевна Дигурова (4 декабря 1994, Владикавказ) — российская футболистка, защитница московского «Динамо».

## Биография
Воспитанница футбольной команды «Динамо» (Северная Осетия), тренер — Сергей Хинчагов.
Во взрослом футболе дебютировала в сезоне 2011/12 в команде «Энергия» (Воронеж). Дебютный матч в высшей лиге России сыграла 30 июня 2011 года против «Кубаночки», выйдя на замену в перерыве.
С 2012 года выступала за «Дончанку» (Азов). В высшей лиге провела три сезона (2012/13, 2013, 2017), сыграв 30 матчей и забив 2 гола. Также несколько лет выступала со своим клубом в первой лиге, становилась победительницей и призёром турнира.
В 2018 году играла за московский «Локомотив», но не смогла стать основным игроком, проведя только пять неполных матчей. В начале 2019 года перешла в ижевское «Торпедо». 29 октября 2019 года в связи с роспуском команды покинула клуб.
3 февраля 2020 года подписала контракт с новообразованной командой «Зенит» из Санкт-Петербурга. В первом сезоне была игроком стартового состава, во втором сыграла всего 2 матча. Бронзовый призёр чемпионата России 2021 года. В 2022 году играла за «Ростов», в январе 2023 года перешла в московское «Динамо».